# Oblast Saratov
De oblast Saratov (Russisch: Саратовская область, Saratovskaja oblast) is een oblast (bestuurlijke eenheid) van Rusland. De oblast ligt op het Russisch Laagland langs de loop van de Wolga, en grenst in het oosten aan Kazachstan.
De Russische kolonisatie begon in de 16e eeuw met de stichting van de vestingstad Saratov. De handelsweg langs de Wolga was sedertdien van groot belang voor deze stad. Tussen de Eerste en Tweede Wereldoorlog lag hier de autonome socialistische sovjetrepubliek (ASSR) van de Wolga-Duitsers. De meeste Wolga-Duitsers die in dit gebied leefden zijn teruggekeerd naar Duitsland. Het Duitse consulaat in Saratov sloot in juni 2004 na de constatering dat er nog maar 18.000 etnische Duitsers in de oblast woonden (waarvan 2000 in de stad Saratov).
Belangrijke economische sectoren zijn de aardolie- en aardgas-winning, vliegtuigbouw, de chemische industrie en levensmiddelenproductie.
Hoofdstad is de gelijknamige stad Saratov. Andere grote steden zijn Balakovo, Engels, Balasjov en Volsk.

## Demografie
| 1926      | 1939      | 1959      | 1970      | 1979      | 1989      | 2002      | 2018      |
| --------- | --------- | --------- | --------- | --------- | --------- | --------- | --------- |
| 2.541.000 | 2.273.000 | 2.163.000 | 2.454.000 | 2.560.000 | 2.686.000 | 2.668.300 | 2,462,950 |